# Paracuellos de Jiloca
Paracuellos de Jiloca (aragónul Paracuellos de Xiloca) település Spanyolországban,  Zaragoza tartományban. Paracuellos de Jiloca Munébrega, La Vilueña, Terrer, Calatayud, Villalba de Perejil, Belmonte de Gracián és Maluenda községekkel határos. Lakosainak száma 607 fő (2024).

## Népesség
A település népessége az utóbbi években az alábbiak szerint változott:
| Lakosok száma | 501  | 507  | 507  | 554  | 587  | 568  | 583  | 592  | 582  | 607  |
|               | 2001 | 2004 | 2007 | 2009 | 2012 | 2014 | 2017 | 2019 | 2022 | 2024 |